# Tipula strigata
Tipula strigata är en tvåvingeart som beskrevs av Friedrich Hermann Loew 1866. Tipula strigata ingår i släktet Tipula och familjen storharkrankar. Inga underarter finns listade i Catalogue of Life.